# 랜스 배스
랜스 배스(Lance Bass, 1979년 5월 4일 ~ )는 미국의 가수이자 배우이다. 엔싱크의 일원으로 활동하였다.

## 출연 작품
- 온 더 라인